# جاده ئی۶۴ اروپا

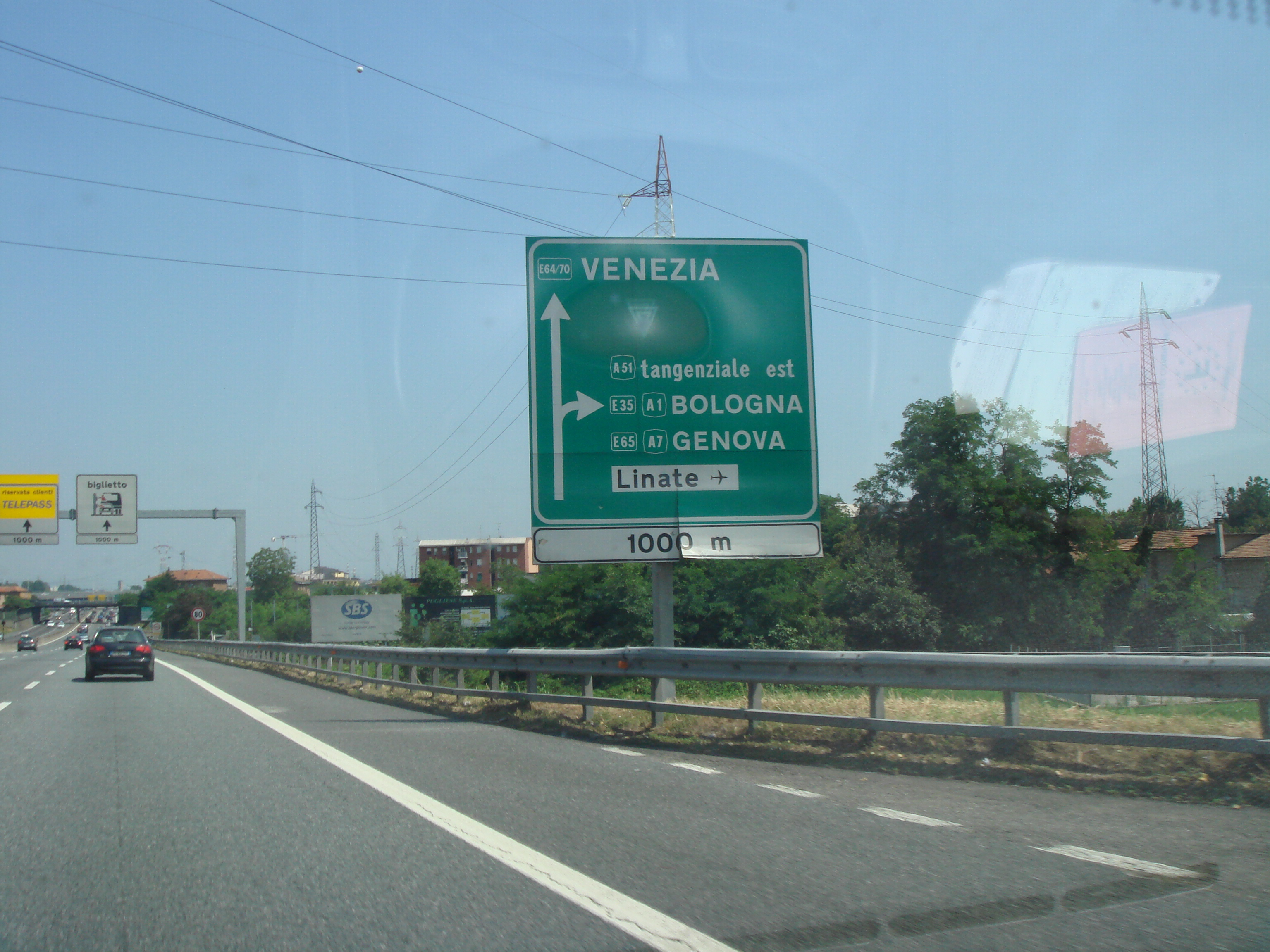
جاده ئی۶۴ اروپا در ایتالیا

جاده ئی۶۴ اروپا (به انگلیسی: European route E64) یکی از جاده‌های اصلی قاره اروپا است که در کشور ایتالیا قرار دارد.
این جاده که از شهر تورین شروع شده، در شهر برشا به پایان میرسد و مسافت آن ۲۴۶ کیلومتر است.